# Toivo Lauren
Toivo Lauren var en finskfödd, svensk backhoppare som representerade Kubikenborgs IF och Djurgårdens IF.

## Karriär
Toivo Lauren fick svensk medborgarskap 1952 och tävlade för Sverige i backhoppstävlingar. Han blev nummer tre i en internationell tävling i Hammarbybacken 20 januari 1952, efter Arne Ellingsen från Norge och landsmannen Bror Östman.
Lauren vann en skidflygningstävling i Heini Klopfer-backen (tyska: Heini-Klopfer-Skiflugschanze) i Oberstdorf i Tyskland 2 mars 1952. Han hoppade då 131 meter.
Toivo Laurens största framgångar kom i Tysk-österrikiska backhopparveckan. Han deltog i den allra första backhopparveckan 1953. I öppningstävlingen, i Große Olympiaschanze i Garmisch-Partenkirchen 1 januari 1953 blev Lauren nummer fem, 6,5 poäng efter segrande Asgeir Dølplads från Norge. I andra deltävlinegn, i Schattenbergschanze i Oberstdorf blev Lauren nummer åtta, 4,5 poäng efter segraren, norrmannen Erling Kroken. I Bergiselschanze i Innsbruck i Österrike vann hemmafavoriten Sepp Bradl, 14,5 poäng före Toivo Lauren som slutade som numme 9. I avslutningstävlingen i Paul-Ausserleitner-Schanze i Bischofshofen blev Lauren nummer åtta, 20,1 poäng efter segraren, norska Halvor Næs. Sammanlagt i första backhopparveckan blev Lauren bästa svensk på en delad femte plats med tyska Sepp Weiler, 34,7 efter sammanlagtsegraren Sepp Bradl och 23,9 poäng från prispallen.
Lauren startade även i backhopparveckan säsongen 1953/1954 och blev nummer sju sammanlagt i en tävling som norrmannen Olaf B. Bjørnstad vann. Laurens bästa deltävling var i Garmisch-Partenkirchen där han blev nummer 7. Under backhopparveckan 1954/1955 var inte Lauren bland de tio bästa i sammandraget. Han blev nummer 7 i avslutningstävlingen i Bischofshofen som bäst. Hemmo Silvennoinen från Finland vann backhopparveckan 1954/1955. Inte hellre i säsongen 1955/1956 lyckades Lauren placera sig bland de tio bästa sammanlagt. Bästa deltävlingen var i Oberstdorf där han slutade på tionde plats.
Toivo Lauren deltog i svenska mästerskapet i backhoppning så sent som 1969 i Hastabergsbacken i Filipstads distrikt. Han var då ungefär 50 år gammal.

## Övrigt
Toivo Lauren omkom i en byggolycka i Spanien.